# Melanophilharmostes posthi
Melanophilharmostes posthi är en skalbaggsart som beskrevs av Renaud Maurice Adrien Paulian 1937. Melanophilharmostes posthi ingår i släktet Melanophilharmostes och familjen Hybosoridae. Inga underarter finns listade i Catalogue of Life.